# Arkadiusz Malczewski
Arkadiusz „Malta” Malczewski (ur. 8 grudnia 1975), znany również jako Hrimgrimnir Beherit – polski producent muzyczny i inżynier dźwięku. Był redaktorem zina muzycznego Wolfpack. Na początku lat 90. XX w. grał na gitarze basowej w deathmetalowym zespole Magnificat. Znany ze współpracy z takimi grupami muzycznymi jak: Azarath, Asgaard, Blindead, Devilyn, Black River, Elysium, Lost Soul, Decapitated, Nomad, Neolithic, Moon, Deus Mortem, Spinal Cord, Thunderbolt oraz Valinor.
Popularność zyskał jednak jako producent i reżyser dźwięku koncertów grupy Behemoth. W lutym 2010 roku Malczewski uzyskał nominację do nagrody polskiego przemysłu fonograficznego Fryderyka w kategorii: produkcja muzyczna roku za płytę Evangelion zespołu Behemoth. Od 2011 roku pracownik Sound Division Studio w Warszawie.

## Dyskografia
- Asgaard – Ad Sidera, Ad Infinitum (2000, miksowanie)[4]
- Decapitated – The First Damned (2000, inżynieria dźwięku)[5]
- Behemoth – Thelema.6 (2000, inżynieria dźwięku, miksowanie)[6]
- Devilyn – Artefact (2001, inżynieria dźwięku, miksowanie)[7]
- Asgaard – Ex Oriente Lux (2001, inżynieria dźwięku, miksowanie, mastering)[8]
- Valinor – It Is Night (2001, inżynieria dźwięku, miksowanie, mastering)
- Behemoth – Antichristian Phenomenon (2000, inżynieria dźwięku)[9]
- Lost Soul – Ubermensch (Death of God) (2002, produkcja muzyczna)
- Behemoth – Zos Kia Cultus (Here and Beyond) (2002, inżynieria dźwięku, miksowanie)[10]
- Neolithic – Team 666 (2003, inżynieria dźwięku)
- Azarath – Infernal Blasting (2003, produkcja muzyczna)[11]
- Elysium – Feedback (2003, inżynieria dźwięku, produkcja muzyczna)[12]
- Nomad – Demonic Verses (Blessed Are Those Who Kill Jesus) (2004, inżynieria dźwięku, miksowanie)[13]
- Thunderbolt – Inhuman Ritual Massmurder (2004, inżyniera dźwięku)[14]
- Asgaard – EyeMDX-tasy (2004, miksowanie)[15]
- Behemoth – Demigod (2004, inżyniera dźwięku)[16]
- Vesania – God the Lux (2005, inżynieria dźwięku)[17]
- Behemoth – Slaves Shall Serve (2005, miksowanie)[18]
- Azarath – Diabolic Impious Evil (2006, inżynieria dźwięku)[19]
- Thunderbolt – Apocalyptic Doom (2007, inżynieria dźwięku, produkcja muzyczna, miksowanie)[20]
- Nomad – The Independence of Observation Choice (2007, inżynieria dźwięku, miksowanie)[21]
- Behemoth – The Apostasy (2007, inżynieria dźwięku, współprodukcja)[22]
- Black River – Black River (2008, inżynieria dźwięku)[23]
- Behemoth – Ezkaton (2008, inżynieria dźwięku)[24]
- Azarath – Praise the Beast (2009, inżynieria dźwięku, miksowanie)[25]
- Behemoth – Evangelion (2009, inżynieria dźwięku, wokal wspierający)[16]
- Black River – Black’n’Roll (2009, inżynieria dźwięku)[26]
- Moon – Lucifer’s Horns (2010, inżynieria dźwięku, produkcja muzyczna, miksowanie)[27]
- Nomad – Transmigration of Consciousness (2011, inżynieria dźwięku, miksowanie)[28]
- Decapitated – Carnival is Forever (2011, inżynieria dźwięku, produkcja muzyczna)[29]
- Deus Mortem – Darknessence (2011, inżynieria dźwięku)[30]
- Hate – Solarflesh – A Gospel of Radiant Divinity (2013, inżynieria dźwięku)
- Lost Soul – Genesis – XX Years of Chaoz (2013, miksowanie)[31]
- Deus Mortem – Emanations of the Black Light (2013, inżynieria dźwięku)[32]
- Armagedon – Thanatology (2013, inżynieria dźwięku, miksowanie)[33]